# Raphaëlle Ricci
Pour les articles homonymes, voir Ricci.
 (mai 2013).
Si vous disposez d'ouvrages ou d'articles de référence ou si vous connaissez des sites web de qualité traitant du thème abordé ici, merci de compléter l'article en donnant les références utiles à sa vérifiabilité et en les liant à la section « Notes et références ».
Raphaëlle Ricci, surnommée « Raphie », née le 14 février 1967 à Enghien-les-Bains (Val-d'Oise, France), est une coach artistique française.

## Biographie
Raphaëlle Ricci est la fille de la compositrice Alice Dona et du producteur et éditeur Bernard Ricci.
Elle enregistre dès 1982 un premier 45 tours en duo avec sa mère Alice Dona, intitulé Nos petits problèmes. Ce premier disque est suivi d'un second 45 tours en 1988, cette fois en solo sous le nom de Raphaëlle Maeva, intitulé Arrêt sur images. Mais aucun de ces deux disques ne connaît le succès.  
Après avoir été assistante de production (La Roue de la fortune), assistante production spectacle (Dany Brillant au Bataclan), elle intègre les studios Alice Dona pour y être assistante de direction, puis professeur d'expression scénique.
Coach artistique sur le spectacle musical Les Dix Commandements en 2000, elle participe ensuite à l'émission Star Academy présentée par Nikos Aliagas sur TF1 en tant que professeur d'expression scénique durant plusieurs saisons (1, 2, 3, 5, 6 et 7), remplacée en 2004 par Milo Lee. Elle reprend le poste les années suivantes et devient directrice durant la saison 2007 lorsque Alexia Laroche-Joubert part en congé de maternité. Elle décide de quitter le programme le 15 février 2008, lors de la fin de la saison 7, remplacée en 2008 par Dominique Martinelli.
Elle intervient depuis en tant que coach en prise de parole et expression scénique dans des écoles de commerce, des formations  en communication et en droit, ainsi qu'en entreprise.
Elle est également sophrologue spécialisée dans la préparation mentale, la gestion du stress et des émotions.

## Engagement politique
Raphaëlle Ricci soutient la candidature de Nicolas Sarkozy à l'élection présidentielle de 2007

## Vie privée
Raphaëlle Ricci a une fille, Alexane, née le 20 septembre 1989.  
Elle est mariée à Laurent Foulon depuis juin 2016. 

## Publication
- Je ne chanterai pas ce soir, Paris, Éditions Flammarion, 2009, 359 p. (ISBN 978-2-08-122859-7). Témoignage sur la manipulation et la violence psychologique[7].